# Majda
Majda je žensko osebno ime.

## Izvor imena
Ime Majda je nastalo s krajšanjem iz imena Magdalena in to verjetno prek oblike Majdalena, ki se pojavlja tudi v slovenski ljudski pesmi 

## Različice imena
Majdi, Majdica, Majdka, Magda, Magdalena, Majdulja, Majdalenka

## Pogostost imena
Po podatkih Statističnega urada Republike Slovenije je bilo na dan 31. decembra 2007 v Sloveniji število ženskih oseb z imenom Majda: 7.904. Med vsemi ženskimi imeni pa je ime Majda po pogostosti uporabe uvrščeno na 24. mesto.

## Osebni praznik
V koledarju je ime  Majda zapisano skupaj z imenom Magdalena.